# 淫獣教師
『淫獣教師』（いんじゅうきょうし）とは、1994年にピンクパイナップルより発売されたアダルトアニメおよび、それを原作とする実写アダルトビデオ。

## 解説
本作は触手責めとSMに重きを置いたアダルトアニメだが、SF・スプラッターの要素もある。
なお、Vol.1とVol.2から4の間に繋がりはなく、世界観も若干異なるものになっている。
アダルトアニメ版はADVフィルムの傘下であるソフトセル・ピクチャーズより"Angel of Darkness"の題名で北米に輸出された。
実写版は1995年3月10日に第1作が発売され、アメリカ合衆国への輸出はクリティカル・マス・ビデオが行った。

## あらすじ

### Vol.1
ある雨の晩、ミッションスクールに勤務する男性教師・郷田は巨木の中から淫獣こと闇のエレメンタルが解き放つ。郷田と融合を果たした淫獣は学園長を手中に収めた後、学園を恐怖の渦に巻き込む。

### Vol.2〜4
愛液を糧とする植物を愛でていた生物教師の島崎は、その植物に蕾を埋め込まれ、自らも淫獣と化す。島崎が同僚の安西を凌辱しているところを目撃した女子生徒・遥と礼子は、淫獣・島崎と対峙した。
その後、島崎は女子生徒・高部博美に呼び出され、彼女の復讐を手伝うも本性を露わにし、ついには彼女を凌辱。島崎は倒れるが、淫獣に犯された女性教師・間宮良子は淫獣と化し、それでも事故死した博美を愛していた間宮は彼女の喪失を悲しみ、遺体から溢れた愛液に浮かんだ植物の種子を博美だと思い込んで引き取る。植物の成長に必要な愛液を集めるべく自身に襲いかかってきた体育教師・太田を下僕淫獣にし、新体操部の顧問である小百合と部員の麻衣を襲わせる。そこに新任教師として赴任してきた遥が現れ、淫獣と再び対峙した。

## 登場人物

### Vol.1
あつこ
学園の女子生徒であり、ラクロス部に所属している。可愛い少女に目がないレズビアン。
さやか
あつこのルームメイトで、レズビアンの関係にある。
郷田
淫獣を解き放った人物で、淫獣と融合した。
ゆうこ
あつこの姉。
学園長
あつこ達の学園の学園長。快楽のあまり淫獣に全てを委ねた。
ロム
淫獣を封印した妖精。地下室で襲われているさやかとあつこを救出した。

### Vol.2〜4
島崎
愛液を糧とする淫獣植物を愛でているうちにそれと同化してしまった教師。Vol.3では黒水晶を通じて博美に召喚され、彼女の復讐を実行した後に本性を露わにし、親衛隊らを操り逆に博美を凌辱した。
安西
島崎の同僚。
遥
安西が島崎に凌辱される現場を目撃した女子生徒。Vol.4では、学園に教師として赴任し、間宮が淫獣を育てていたことを知る。
浜村
学園に勤務する教師。博美と性交するも、彼女をすぐに捨てた。その後、テニス部員である美奈子と肉体関係を結んだ。
高部博美
浜村に憧れていた女子生徒で、Vol.3に登場。浜村に捨てられた上に親衛隊になぶられ、島崎と共謀して復讐を果たすも、本性をあらわにした島崎により親衛隊が操られ、最終的には島崎の凌辱を受けた。
礼子
遥の友人。
間宮良子
博美を愛していた養護教諭。Vol.4では、遺された淫獣に博美と名付けて育てていた。
太田
学園の体育教師。Vol.4で、授業中に負傷したと言って保健室へ駆け込み良子を犯そうとするも、逆に彼女の手により淫獣にされる。
小百合
新体操部の顧問で、良子の手により淫獣の餌食となる。
麻衣
新体操部の部員で、良子の手により淫獣の餌食となる。

## OVA
スタッフ
- 監督：常磐鐘鳴

### メディア
DVD版は2001年に発売され、DVDの廉価盤が2010年12月22日に発売された。
- D-1：2001年5月25日発売。Vol.1とVol.2が収録されている。
- D-2：2001年6月22日発売。Vol.3とVol.4が収録されている。

## 実写
第1作が1995年3月10日に発売された。全5作。（Ⅱ：1995年9月8日、Ⅲ：1996年3月8日、Ⅳ：1996年7月26日、Ⅴ：1997年1月1日に発売）

### スタッフ
第1作
- 監督：服部光則
- プロデューサー：本島章雄、今井朝幸
- 脚本：岡野有紀
- 撮影：嶋田求

II
- 監督：清水厚
- プロデューサー：本島章雄、今井朝幸
- 脚本：古庄淳
- 撮影：須藤昭栄
- 美術：吉川康美

III
- 監督：服部光則
- プロデューサー：脇山理、井朝幸
- 脚本：古庄淳
- 撮影：須藤昭栄

IV
- 監督：服部光則
- プロデューサー：林由恵、今井朝幸、藤井恭
- 脚本：岡野有紀
- 撮影：苧野昇

V
- 監督：清水厚
- 企画：乱交太郎
- プロデューサー：林由恵、今井朝幸、藤井栄
- 脚本：青井三十五
- 撮影：宇佐見裕二
- 美術：坂本享大
- 音楽：村山竜二

### キャスト
第1作
- 本木まり子
- 麻生菜月
- 篠原鮎
- 川越真理
- 新堂有望
- 妹尾洸

II
- 水谷リカ
- 中田麻友
- 高橋和興
- 金沢なな
- 浜口啓二
- 健吾
- 谷川みゆき

III
- 早乙女フミエ - 角松かのり
- 川奈ゆい
- 今井のぞみ
- 水谷リカ
- 佐藤晃市
- 新堂有望
- 北川たか子
- 佐渡稔

IV
- 光希笙
- 松田ちゆり
- 有水敬樹
- 椎名佳容
- 矢吹まりな

V
- 須藤あゆみ
- 西守正樹
- 藤谷かな
- 水沢ゆり
- 中井信之
- 平沙織

## 評価
Patrick Drazenは本作を「性的な不安を表現するためにホラーの体裁をとった」とし、ゴシック・フィクション の1つであると評した。
批評家のクリス・ビヴァレッジ（Chris Beveridge）は本作の感想を良くも悪くもないとしたが、第3巻が特に面白かったと評した。